# Gamasiphis anguis
Gamasiphis anguis är en spindeldjursart som beskrevs av Wolfgang Karg 1993. Gamasiphis anguis ingår i släktet Gamasiphis och familjen Ologamasidae. Inga underarter finns listade i Catalogue of Life.